# Marc mòbil

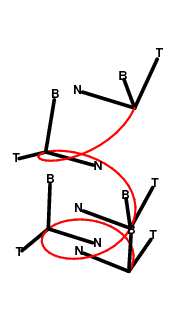
El marc de Frenet-Serret sobre una corba és l'exemple més senzill de marc mòbil.

En matemàtiques, un marc mòbil o base mòbil (també anomenat n-edre o bastidor) és un objecte matemàtic definit sobre els punts d'una varietat diferenciable. Concretament un marc mòbil o n-edro és un conjunt de n camps vectorials linealment independents que en cada punt pertanyen a l'espai tangent a la varietat.
Es diuen marcs mòbils perquè intuïtivament poden entendre's com un conjunt de vectors que s'assemblen "moure's" sobre una varietat en considerar punts sobre una corba d'aquesta varietat.

## Definició formal
Donada una varietat diferenciable {\displaystyle {\mathcal {M}}} i un punt P en ell, un marc en P ve donat per una base vectorial d'espai tangent a {\displaystyle {\mathcal {M}}} al punt P. Normalment es consideren marcs de la mateixa dimensió que la varietat on es defineixen, així si {\displaystyle {\mathcal {M}}} té una dimensió n, un marc és definit per n vectors tangents {\displaystyle \mathbf {t} _{1},\dots ,\mathbf {t} _{n}} a dita varietat i, a més a més són linealment independents. Un marc mòbil (de dimensió n) en algun veïnatge {\displaystyle U\subset {\mathcal {M}}} de P requereix per tant especificar n camps vectorials diferenciables definits en U i que siguin linealment independents en cada punt {\displaystyle Q\in U}.

## Teoria de la relativitat general
A la teoria de la relativitat general a l'espaitemps es representa per una varietat diferenciable lorentziana de quatre dimensions {\displaystyle {\mathcal {M}}}. Sobre ella es poden considerar diversos observadors diferents que es mouen a velocitats diferents i tenen orientacions dels eixos de mesura diferents. Per poder formalitzar la noció d'observador en aquest context cal definir un marc mòbil. De fet sota certes condicions raonables un observador en mecànica relativista queda adequadament caracteritzat o representat per un marc mòbil, tal com hem definit el concepte en la secció anterior.
És important notar que en relativitat general, no hi ha manera privilegiada de continuar l'elecció dels {\displaystyle \mathbf {t} _{i}}, coneguda en P, als punts pròxims. En contrast a relativitat especial {\displaystyle {\mathcal {M}}} es pren com un espai vectorial L (de dimensió quatre). En aquest cas els ti es poden traslladar de P a qualsevol altre punt Q d'una manera ben definida.
En relativitat i en geometria de Riemann, la classe més important de marcs mòbils són els marcs ortogonals i els ortonormals, és a dir, els marcs que abastaven conjunts ordenats de vectors normals (unitaris) en cada punt. En un punt donat  P  un marc general es pot fer ortonormal per ortogonalització; de fet això es pot fer diferencialment, de manera que l'existència d'un marc mòbil impliqui l'existència d'un marc ortonormal mòbil.
L'existència d'un marc mòbil és clara, localment en M, però l'existència global en M requereix condicions topològiques. Per exemple quan M és un cercle, o més generalment un tor, com marcs hi ha, però no quan M és una 2 - esfera. Una varietat que té un marc mòbil global es diu paral·lelitzar. Noteu, per exemple, com les adreces unitàries de latitud i longitud en la superfície de la terra es col·lapsen com marcs mòbils als pols nord i sud.

## Mètode dels marcs mòbils
El mètode de marcs mòbils d'Élie Cartan es basa a prendre un marc mòbil que s'adapti al problema particular que és estudiat. Per exemple, donada una corba en l'espai, els primers tres vectors derivats de la corba poden en general donar un marc en un punt d'ella (d'aquí la clàssica expressió: mètode del triedre mòbil. Cf. torsió per a la forma quantitativa d'això - s'assumeix que la torsió no és zero). Més generalment, el significat abstracte d'un marc mòbil és una secció del fibrat principal per GLn  que és un fibrat associat al fibrat tangent com fibrat vectorial. El mètode de Cartan general explota això, i es discuteix en connexió de Cartan.